# Harmonie universelle
Harmonie universelle (auch Harmonicorum libri) von 1636 ist eine musikwissenschaftliche Schrift von Marin Mersenne, in der die Musik in das universelle Ganze der Schöpfung eingeordnet wird. Ihr französischer Originaltitel lautet Harmonie universelle, contenant la théorie et la pratique de la musique. Mersenne widmet sich neben der Abhandlung von theoretischen, naturwissenschaftlichen Aspekten der Musik auch praktischen Problemen, wie zum Beispiel Kompositionsregeln.
Im 17. Kapitel beschreibt er die Instrumente seiner Zeit und ordnet sie nach deren Spielart. Dabei geht er aber nicht auf jedes Instrument einzeln ein, sondern beschreibt für eine ganze Instrumentengruppe jeweils ein Instrument. Die Adressaten seiner Schrift waren nicht nur Wissenschaftler, sondern auch ein allgemein interessiertes Publikum. Besonders an der Harmonie universelle ist auch Mersennes Abhandlung über die Affektenlehre, wie schon bei Michael Praetorius im Syntagma musicum von 1619 und später bei Athanasius Kircher, Johann Mattheson und Friedrich Wilhelm Marpurg.